# Dudu (album)
Dudu is het zesde muziekalbum van de Turkse zanger Tarkan. Het album, dat vijf nieuwe nummers en vijf remixes bevat, werd in 2003 voor het eerst uitgebracht door Tarkans eigen platenlabel, HITT Müzik & Prodüksiyon.
Van Dudu, Sorma Kalbim, Gülümse Kaderine en een remix van het liedje Uzun İnce Bir Yoldayım (deze remix is niet op de cd te vinden) zijn videoclips gemaakt. De clip Dudu speelt zich af tijdens een geacteerd concert van Tarkan, op straat in Istanboel en in een bus. De clip Uzun İnce Bir Yoldayım [Remix] bevat beelden van meerdere concerten van Tarken inclusief taferelen om de concerten heen.

## Nummers
De tien nummers van Dudu met daarachter de duur van het nummer en de Nederlandse vertaling van de titel:
1. "Dudu" – 4:38; Mevrouw
2. "Bu Şarkılar Da Olmasa" – 4:29; Als deze liedjes er ook niet waren
3. "Gülümse Kaderine" – 3:49; Lach je lot toe
4. "Sorma Kalbim" – 4:37; Vraag het niet, mijn hart
5. "Uzun İnce Bir Yoldayım" – 4:59; Ik bevind me op een lange, smalle weg
6. "Dudu (Ozan Çolakoğlu Remix)" – 4:53
7. "Gülümse Kaderine (Devrim Remix)" – 5:20
8. "Bu Şarkılar Da Olmasa (Devrim Remix)" – 5:54
9. "Dudu (Özgür Buldum Remix)" – 3:56
10. "Gülümse Kaderine (Murat Matthew Erdem Remix)" – 4:57

## Credits

### Personeel
- Productie: HITT Müzik & Prodüksiyon
- Producent: Tarkan
- Distributeur: İstanbul Plak
- Mixer: Murat Matthew Erdem
- Mastering: Tim Young, Metropolist Studios London
- Opgenomen te: Sari Ev (Kayıt ve Mix), Imaj, ASM (Uzun Ince Bir Yoldayim Mix)
- Uitvoerend producent: Egemen Öncel
- Fotografie: Hasan Hüseyin
- Haar: Mete Türkmen
- Make-up: Neriman Eröz
- Kostuums: Gülümser Gürtunca

### Gastmuzikanten
- Instrumenten:
  - Klassieke gitaar - Erdem Sökmen, Ayhan Gunyil
  - Elektrische gitaar en basgitaar - Nurkan Renda
  - Oed - Ilyas Tetik
  - Snaarinstrumenten - Gündem Yayli Grubu
- Voor het nummer Uzun İnce Bir Yoldayım:
  - Achtergrondzanger, Bağlama - Arif Sağ
  - Bağlama - Erdal Erzincan
  - Balaban - Ertan Tekin
  - Slaginstrumenten - Mehmet Akatay, Cengiz Ercumer, Arif Sağ
  - Eerdere uitvoerenden - o.a. Aşik Veysel, Neşet Ertaş